# Formgeschichte

La Formgeschichte [fɔʁmɡəʃɪçtə], en français « critique des formes » (littéralement : « histoire de la forme »), est une méthode d'exégèse du Nouveau Testament créée au début du XXe siècle. Ses ouvrages principaux, parus presque simultanément en Allemagne, sont Die Formgeschichte des Evangeliums de Martin Dibelius, publié à Tübingen en 1919, Der Rahmen der Geschichte Jesu de Karl Ludwig Schmidt, publié à Berlin en 1919, et Die Geschichte der synoptischen Tradition (traduit en français sous le titre L'Histoire de la tradition synoptique) de Rudolf Bultmann, publié à Göttingen en 1921.
Ce type d'analyse, qui apparaît moins comme une école exégétique que comme une orientation de la recherche, a un précurseur en la personne de Hermann Gunkel (1862-1932), dont les travaux sur la Genèse et les Psaumes ont inauguré cette méthode d'investigation à partir de 1901.

## Présentation
La Formgeschichte est un type d'analyse littéraire qui relève de la méthode historico-critique. Elle procède à l'étude des Évangiles synoptiques en fonction de leurs « formes », c'est-à-dire selon le genre littéraire des textes qui les composent : une parabole, un récit, une prophétie, une parole (ou logion)... 
Ces textes composant les évangiles , qui n'étaient à l'origine que des fragments dispersés et hétérogènes,ont été d'abord transmis par tradition orale puis compilés de façon à constituer un ensemble. La Formgeschichte s'attache donc à leur processus  d'élaboration en examinant l'empreinte que ces petites unités littéraires ont reçue lors de cette transmission afin de retracer leur mode d'intégration dans les évangiles. 
L'aspect littéraire est indissociable du milieu ambiant, du lieu de vie (le Sitz im Leben) qui a produit ces textes. En effet, l'histoire de Jésus de Nazareth « s'est fixée, déjà oralement, en des formes littéraires dictées par le milieu de vie communautaire (Sitz im Leben) dans lequel elles s'inscrivaient : catéchèse, culte, débat avec la Synagogue, etc. Leur réception dans les évangiles synoptiques n'a pas dépouillé ces unités littéraires de leurs caractéristiques formelles », caractéristiques qui sont l'objet même de la Formgeschichte. En d'autres termes, la Formgeschichte examine l'aspect social du langage et partant de l'hypothèse que le choix des modes d'expression correspond à une stratégie de communication.
Outre les travaux de Dibelius et de Bultmann (en particulier sur la démythologisation), la Formgeschichte se développe au XXe siècle avec des exégètes tels que Karl Ludwig Schmidt, Martin Noth ou Gerhard von Rad avant d'évoluer vers l'analyse rhétorique, qui en est une variante, en parallèle avec la Redaktionsgeschichte.